# Manfred Kühn
Manfred Kühn ist ein ehemaliger deutscher Basketballspieler.

## Leben
Kühn spielte beim SC Chemie Halle beziehungsweise für die SG KPV 69 Halle, wurde mit der Mannschaft Basketballmeister der Deutschen Demokratischen Republik und nahm an Europapokalspielen teil. Für die DDR-Herrennationalmannschaft erhielt er acht Berufungen.